# The Kyogle Examiner
The Kyogle Examiner war eine englischsprachige Zeitung, die ab 1905 in Kyogle, New South Wales, Australien veröffentlicht wurde.

## Geschichte
Die erste Ausgabe der Zeitung erschien im Dezember 1905. Die Zeitung wurde zweimal wöchentlich, mittwochs und samstags, bis 1971 herausgegeben. Danach erschien sie wöchentlich, bis 1978. Die Zeitung wurde im Kyogle- und Upper-Richmond-Distrikt verbreitet, und frühe Ausgaben trugen den Untertitel and Upper Richmond Advocate. Der erste Eigentümer der Zeitung war Ernest Lloyd Vincent, der die Zeitung bis 1935 besaß. Im Jahr 1978 wurde die Zeitung in den Richmond River Express Examiner integriert, der heute als The Northern Star in Lismore, New South Wales, veröffentlicht wird.

## Digitalisierung
Einige Ausgaben der Zeitung wurden im Rahmen des Australian Newspapers Digitisation Program der National Library of Australia digitalisiert.